# Martin Jones (Schlagersänger)
Martin Jones (* 24. März 1956 in Liverpool) ist ein in der Deutschen Demokratischen Republik aufgewachsener Musiker, Sänger und Moderator.

## Leben und Wirken
Seine Eltern übersiedelten 1959 in die DDR, da sein Vater eine Dozentenstelle an der Universität in Halle (Saale) angeboten bekam. Jones, der jüngste von drei Söhnen, lernte Gitarre am dortigen Konservatorium. Nach Abschluss der Schule und einer Ausbildung studierte er Gesang und Gitarre an der Musikhochschule in Leipzig.
1982 gründete Jones die M. Jones Band, deren Musik Elemente aus Country, irischer Folklore, Pop und Rock beinhaltete. Weitere Mitglieder der Band waren Lutz Möhwald (Schlagzeug, Mundharmonika), Matthias Keppler (Bass, Gesang) und Sander Lueken (Keyboard, Flöte, Gesang). Jones war Frontsänger und spielte außerdem Gitarre, Banjo und Mundharmonika. Die Texte ihrer Lieder kamen zum Teil von Werner Karma und Kurt Demmler. Der bekannteste Song der Gruppe, Nacht aus schwarzem Samt, wurde 1985 ein DDR-Radiohit und erschien in den Folgejahren auf mehreren Hit-Kompilationen. 1988 brachte die M. Jones Band ihre erste LP Herzschlag bei Amiga heraus. Bedingt durch die Wende und die damit auslaufenden Kultursubventionen löste sich die Band 1990 auf. Ein späterer Comebackversuch gelang nicht.
Danach begann Jones, als Radiomoderator tätig zu werden. Er moderiert die Musiksendung Countryabend von MDR 1 Radio Sachsen-Anhalt. Außerdem ging er mit der Countryband Steam Country auf Tour.
2004 begann Jones eine Solokarriere als Musiker. Zunächst veröffentlichte er ein Remake von Nacht aus schwarzem Samt und weitere Singles. 2005 kam sein erstes Soloalbum Mehr ist es nicht beim Label Xenia Records (JAY KAY Music Entertainment) heraus, das unter anderem einen Coversong des Karat-Hits Märchenzeit enthält. 2008 erschien in der Reihe 60 Jahre Amiga eine CD mit Songs aus Herzschlag, unveröffentlichtem Material der M. Jones Band sowie Songs des Solisten Jones. Sie kam in einer 3er-Box mit Alben von Wahkonda und Dialog heraus. Ab Anfang 2009 bis 2012 war Jones Sänger und Gitarrist der Two Riders Band. 2010 erschien sein Doppelalbum Neues Leben. 2013 wechselte er zu SOLIS, einem Sublabel von Palm Records.

## Diskografie

### M. Jones Band
Alben
- 1988: Herzschlag, LP, Amiga
- 2008: M. Jones Band – Nacht aus schwarzem Samt – Die grössten Hits (in der Reihe 60 Jahre Amiga), CD, Amiga

### Solist
Alben
- 2005: Mehr ist es nicht, CD, Xenia Records
- 2009: Freitag der 13te, CD, Xenia Records (Two Riders Band feat. Martin Jones)
- 2010: Neues Leben, Doppel-CD, Xenia Records
- 2013: Best of, CD, Xenia Records

Singles (Auswahl)
- 2005: Nacht aus schwarzem Samt 2004 (Radio Mix), DSR Records
- 2008: Stars shining bright, Xenia Records
- 2009: Leave you alone, Xenia Records
- 2009: Die wunderbare Frau, Xenia Records
- 2009: I love you, egal was passiert, Xenia Records
- 2010: Der Sommer ist zurück, Xenia Records
- 2010: Neues Leben, Xenia Records